# Fernando Flores Morador
Fernando Flores Morador (Montevideo, 19 d'abril de 1950) és un filòsof i historiador de les idees uruguaià. És professor de la Universitat de Lund, Suècia, des de 1998.
És conegut per la seva obra epistemològica de revisió del rol de les ciències humanes en la constitució de les cultures i les seves relacions mútues. El seu treball més conegut és fenomenològic i en aquest es destaquen els seus estudis sobre les "tecnologies trencades", un desenvolupament de la filosofia de les tecnologies en Martin Heidegger, Don Ihde i Albert Borgmann. El seu treball representa una revisió crítica i original d'algunes de les tesis més importants del materialisme històric i de les seves possibles aplicacions a l'estudi del desenvolupament de les civilitzacions.
També és conegut com un dels fundadors de la Universitat Virtual Llatinoamericana (UVLA) i de la Xarxa d'Humanistes Llatinoamericans (Red de Humanistas Latinoamericanos).

## Obres principals
- Prolegomena för en filosofi om livet (1993).
- Livets Algoritm (1994).
- Paradojas de la Discriminación (1995).
- Siete Ensayos sobre la Libertad (1996).
- Primer Anuario del Seminario Latinoamericano de Filosofía e Historia de las Ideas (1997).
- Apuntes para una Tipología del texto Filosófico Literario (1997).
- Virtual Organization. Political Power in the age of Internet (1998).
- Identidad de la filosofía latinoamericana (1998).
- What is human and what is artificial in electronic communication (2000).
- Mellan åsikt och vittnesbörd. Amerika och Västerlandets arkaiska rötter (2001).
- Las Humanidades en la Era de la Globalización (2004).
- The country of the social skyscrapers : Sweden 1930-1960 (2005).
- Om praxisbegreppet. Filosofiska citat. Felskrift till Svante Nordin (2006).
- Postmodernism and the Digital Era (2007).
- Tecnologías rotas. El Humanista como Ingeniero (2008).